# Жуківщина
Жукі́вщина — село в Україні, в Остерській міській громаді Чернігівського району Чернігівської області. Населення становить 490 осіб. До 2016 року орган місцевого самоврядування — Остерська міська рада.

## Історія
12 червня 2020 року, відповідно до розпорядження Кабінету Міністрів України № 730-р «Про визначення адміністративних центрів та затвердження територій територіальних громад Чернігівської області», увійшло до складу Остерської міської громади.
19 липня 2020 року, в результаті адміністративно — територіальної реформи та ліквідації колишнього Козелецького району, село увійшло до складу новоутвореного Чернігівського району Чернігівської області.

## Населення
1901 - 61 житель.

### Мова
Розподіл населення за рідною мовою за даними перепису 2001 року:
| Мова            | Кількість | Відсоток |
| --------------- | --------- | -------- |
| українська      | 546       | 97.15%   |
| російська       | 15        | 2.67%    |
| інші/не вказали | 1         | 0.18%    |
| Усього          | 562       | 100%     |

## Постаті
- Бригинець Олександр Валентинович (1992—2015) — солдат Збройних сил України, учасник російсько-української війни.
- Цимбалюк Ольга Володимирівна — кандидат біологічних наук, доцент Інституту високих технологій КНУ ім. Т. Шевченка.